# Zorita de la Frontera (kommunhuvudort)
Zorita de la Frontera är en kommunhuvudort i Spanien.   Den ligger i provinsen Provincia de Salamanca och regionen Kastilien och Leon, i den centrala delen av landet, 140 km nordväst om huvudstaden Madrid. Zorita de la Frontera ligger 831 meter över havet och antalet invånare är 256.
Terrängen runt Zorita de la Frontera är platt, och sluttar norrut. Runt Zorita de la Frontera är det glesbefolkat, med 9 invånare per kvadratkilometer. Närmaste större samhälle är Peñaranda de Bracamonte, 12,6 km söder om Zorita de la Frontera. Trakten runt Zorita de la Frontera består till största delen av jordbruksmark.